# 維克托里卡

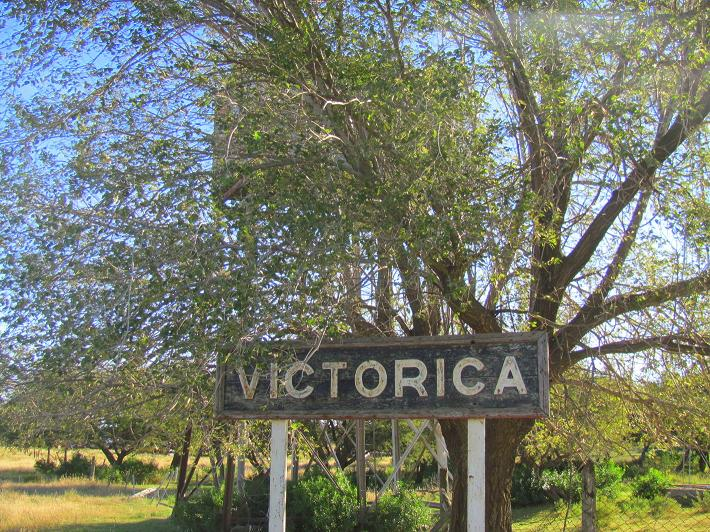
維克托里卡

維克托里卡（西班牙語：Victorica），是阿根廷的城鎮，位於該國中部拉潘帕省，是洛文圖埃縣的首府，始建於1882年2月12日，面積1,746平方公里，海拔高度278米，2010年人口5,703，人口密度每平方公里3.27人。
36°13′S 65°27′W / 36.217°S 65.450°W